# Wuerho
Le site géologique de Wuerho(IVPP site 64043) se situe dans le District d'Urho, dans la région du Xinjiang, en Chine. Il date du Crétacé inférieur, et plus précisément de l'Aptien.
La quasi-intégralité des découvertes du site provient d'une expédition menée en 1973 par les paléontologues Dong Zhiming, Yeh et Young.

## Espèces découvertes

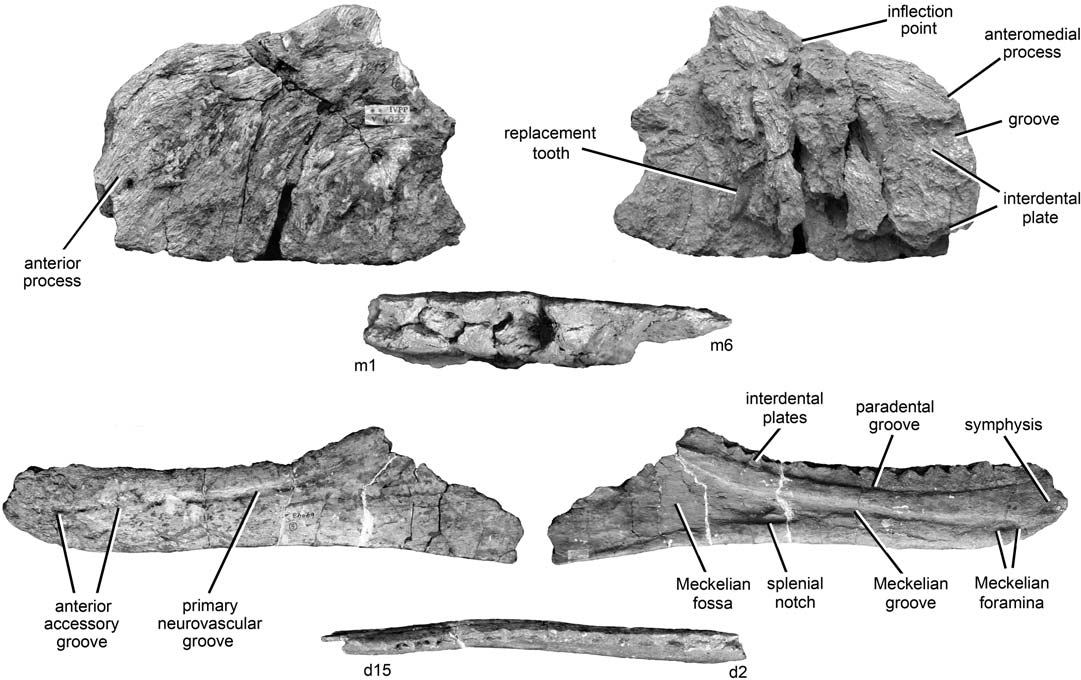
Kelmayisaurus

- Kelmayisaurus petrolicus, un carcharodontosauridé[2].
- Wuerhosaurus homheni, un stégosauridé[2].
- Noripterus complicidens, un ptérosaure[2].
- Edentosuchus tienshanensis, un crocodilien[2].
- Xinjiangchelys, une tortue[2].
- Un plésiosaure indéterminé[2].